# 野村正育
野村 正育（のむら まさいく、1962年2月10日 - ）は、NHKのエグゼクティブ・アナウンサー（局次長待遇）。現在はNHK放送研修センター・日本語センター出向。

## 人物・来歴
- 滋賀県立膳所高等学校[1][2]、京都大学法学部卒業、同大学院修士課程修了後、1986年NHK入局。

## 嗜好・挿話
- 初任地での勤務の後、アメリカABCでの研修期間を経て、1994年のBSニュースを契機に報道キャスターとしての活動を本格化させている。
- 2011年3月11日、東日本大震災が発生し、「NHKニュース7」のキャスターとして緊急報道に当たったために赴任が1週間延期されただけでなく、4月3日に番組を終えてから翌日に福岡入りし、打ち合わせの時間もほとんどないままに後述の夕方のローカルニュースを担当した。
- 福岡の夕方の番組を佐々木理恵等と担当していた時期は各地に足を運び、地元に対する理解を深めた。
- 2015年3月より、ラジオセンター所属。
- 2017年6月9日付けのNHK管理職異動にて、局次長級のエグゼクティブ・アナウンサーへ昇格[3]。
- 2017年11月、出身地である滋賀県の「滋賀教育の日フォーラム（滋賀県大津市）」で講演を行った。
- 鉄道好きであり、かつて担当したニュースパーク関西で新幹線の特集をした際に公言したことがある。
- 2019年7月より日本語センター出向。

## 現在の出演番組
- マイあさ!（ラジオ第1）第2部メインキャスター（2022年11月7日 - ）
- あの日 わたしは 〜証言記録　東日本大震災〜 （総合テレビ・Eテレ）ナレーション（2015年6月 - ）

## 過去の担当番組
- シルクロード・ロマンの旅 進行（1988年4月9日 - 10月8日）
- FMリクエストアワー（NHK-FM 京都）
- BSニュース50（1994年4月 - 1997年3月、後半は下記との兼ね合いで夜担当）
- BSニュースワイド21:50（1995年7月 - 1996年3月）
- プライムタイムニュース（1996年4月 - 1997年3月）
- おはよう5（1997年4月1日 - 1999年3月31日）
- NHKニュースおはよう日本
  - 平日6時台後半（1997年4月1日 - 1999年3月31日）
  - 土日祝日（1999年4月3日 - 2000年3月26日）
  - 平日7時台（2004年3月29日 - 2007年3月31日）
- ニュースパーク関西（2000年3月27日 - 2001年3月30日）
- ニュースかんさい発（2001年4月2日 - 2003年3月28日）
- 生活ほっとモーニング（2003年3月31日 - 2004年3月26日）
- ネクスト 世界の人気番組（2006年4月9日 - 2009年3月29日）
- 新日曜美術館（2006年4月 - 2007年3月）
- ニュースウオッチ9 ニュースリーダー（2007年4月3日 - 2008年3月28日）
- きょうのニュース&スポーツ（2007年4月3日 - 2008年3月28日）
- NHKニュース「同時進行 裁判員裁判」（2009年8月3日 - 8月6日）
- 新BSディベート 進行（2009年度から）
- NHKニュース7 キャスター　土曜・日曜（2008年3月29日 - 2011年4月3日）
- NHKニュース（午後8時45分）土曜・日曜（2008年3月29日 - 2011年4月3日）
- 国際討論番組・プロジェクトWISDOM（2010年度から上半期に3回放送） - フリーアナウンサーの滝川クリステルと共にキャスター
- 思い出の鉄路（2010年度 20分版のナレーション）
- 博多祇園山笠2011年、2012年、2013年進行（2011年 - 2013年7月15日早朝）
- 熱烈発信!福岡NOW （キャスター）（2011年4月4日 - 2015年3月27日）
- NEWS WEB in 福岡 ニュースリーダー（2013年12月20日）[4]
- 今夜も生でさだまさしスペシャル〜日本一周達成大感謝祭〜（2015年3月29日、0:05 - 5:00、これまで地域放送局で記憶に残ったアナウンサーとして福井慎二・内藤裕子・関口健・鈴木貴彦と共にゲスト枠で出演）、
九州地方からの放送の際、指導したアナウンサーが出演したときに裏で見守っていたことをさだまさしに気付かれ急遽出演したこともあった。
- NHKラジオニュース（ラジオ第一）正午キャスター（祝日を除く月曜〜金曜、2015年3月30日 - 2022年11月4日）
- テレサ・テン 歌声は永遠に〜没後20年・アジアをつないだ魂をたずねて〜（ナレーション）（NHK BSプレミアム）（2015年5月8日）
- 東京都議会議員選挙開票速報（NHKラジオ第1放送）（2017年7月2日）
- 第48回衆議院議員総選挙開票速報（ラジオ）（2017年10月22日）
- Nらじ（ラジオ第1） 7時台キャスター （祝日を除く月曜 - 金曜、2019年4月1日　- 2022年11月4日）
- 週刊どこでも安心ラジオ→安心ラジオ（ラジオ第1）（2015年4月5日 - 2022年11月4日）
- ニュースで読み解く○○（○○には西暦が入る）（ラジオ第1 2019年年末より毎年担当）